# Hablemos del amor

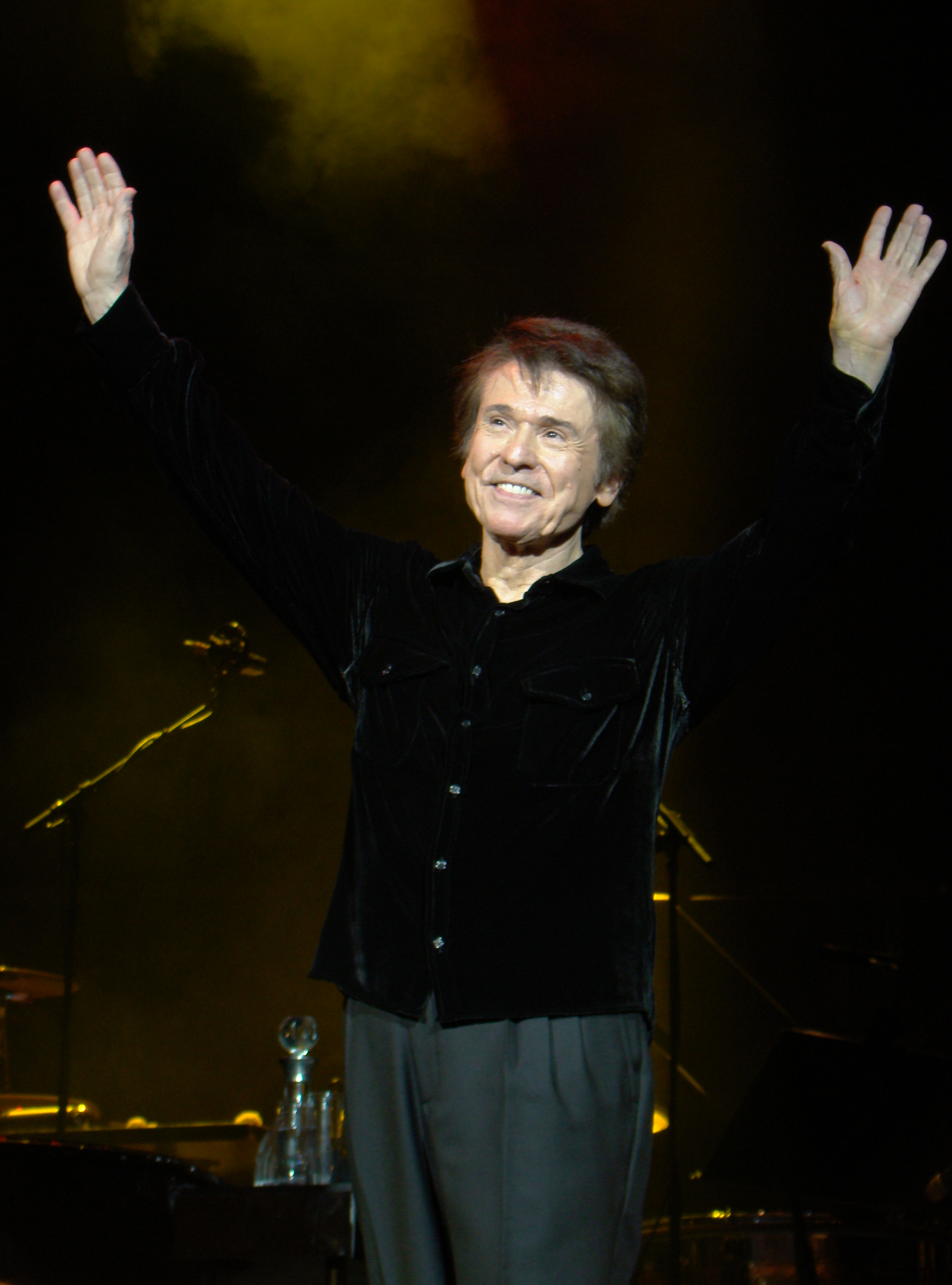
Raphael, intérprete de la canción, en 2015.

«Hablemos del amor» es una canción compuesta por Manuel Alejandro e interpretada en español por Raphael. Se lanzó como sencillo en 1967 mediante Hispavox. Fue elegida para representar a España en el Festival de la Canción de Eurovisión de 1967 mediante la elección interna de la emisora española RTVE.
La canción también fue grabada en inglés («Please Speak to Me of Love») por Raphael.

## Festival de la Canción de Eurovisión 1967
Esta canción fue la representación española en el Festival de Eurovisión 1967. Precedida por «Puppet on a String», representante del Reino Unido e interpretada por Sandie Shaw, y seguida por «Dukkemann», representante de Noruega e interpretada por Kirsti Sparboe, la canción fue la 12.ª presentada la noche del 8 de abril de 1967; fue interpretada por Raphael y la orquesta fue dirigida por Manuel Alejandro, escritor de la canción. Al final de las votaciones, la canción recibió 9 puntos que le otorgaron el 6.º puesto de un total de 17.
Raphael ya había representado al país en 1966 con la canción «Yo soy aquél», que también recibió 9 puntos y quedó en 7.º lugar.
Fue sucedida como representación española en el Festival de 1968 por Massiel con «La, la, la», que se declaró ganadora de esa edición.

## Formatos
| España, Francia, México y Portugal - Disco de vinilo 7"/EP |                        |          |  |
| N.º                                                        | Título                 | Duración |  |
| 1.                                                         | «Hablemos del amor»    | 2:51     |  |
| 2.                                                         | «Si un amor se va»     | 2:05     |  |
| 3.                                                         | «No tiene importancia» | 2:21     |  |
| 4.                                                         | «Quédate con nosotros» | 2:35     |  |

| Alemania y Francia - Disco de vinilo 7" |                        |          |  |
| N.º                                     | Título                 | Duración |  |
| 1.                                      | «Hablemos del amor»    | 2:51     |  |
| 2.                                      | «No tiene importancia» | 2:21     |  |

| Portugal - Disco de vinilo 7" |                     |          |  |
| N.º                           | Título              | Duración |  |
| 1.                            | «Hablemos del amor» | 2:51     |  |
| 2.                            | «Si un amor se va»  | 2:05     |  |

| Reino Unido - Disco de vinilo 7" |                              |          |  |
| N.º                              | Título                       | Duración |  |
| 1.                               | «Please Speak to Me of Love» | 2:51     |  |
| 2.                               | «While I Live»               |          |  |

## Créditos
- Raphael: voz
- Manuel Alejandro: composición, letra, instrumentación
- Hispavox: compañía discográfica

Fuente:

## Posicionamiento en listas
| País                                    | Lista                                   | Mejor posición                          |                                         |
| 22 de abril de 1967-29 de abril de 1967 | 22 de abril de 1967-29 de abril de 1967 | 22 de abril de 1967-29 de abril de 1967 | 22 de abril de 1967-29 de abril de 1967 |
| --------------------------------------- | --------------------------------------- | --------------------------------------- | --------------------------------------- |
| España                                  | Los 40 Principales                      | 1                                       |                                         |

## Historial de lanzamiento
| Región      | Fecha         | Formato                        | Discográfica        | Ref.   |
| ----------- | ------------- | ------------------------------ | ------------------- | ------ |
| España      | 1967          | Disco de vinilo 7", 45 RPM, EP | Hispavox            | [ 1 ]  |
| Alemania    | Marzo de 1967 | Disco de vinilo 7"             | Disques Vogue       | [ 14 ] |
| Francia     | 1967          | Disco de vinilo 7"             | Disques Vogue       | [ 15 ] |
| Francia     | 1967          | Disco de vinilo 7", 45 RPM, EP | Disques Vogue       | [ 11 ] |
| México      | 1967          | Disco de vinilo 7", 45 RPM, EP | Gamma / Hispavox    | [ 12 ] |
| Portugal    | 1967          | Disco de vinilo 7", 45 RPM, EP | Alvorada            | [ 13 ] |
| Portugal    | 1967          | Disco de vinilo 7"             | Alvorada / Hispavox | [ 16 ] |
| Reino Unido | Julio de 1967 | Disco de vinilo 7"             | Hispavox            | [ 4 ]  |